# Ritmo y sentimiento
Ritmo y sentimiento  es el nombre del disco en formato LP de la banda Los York's lanzado en 1970, este álbum es el último grabado en estudio; fue producido por la disquera peruana El Virrey.

## Lista de canciones
1. Te amo
2. Fácil baby
3. Amor libre
4. Egoísmo de la gente
5. Sussie “Q”
6. No me dejes
7. Sin éxito
8. No te puedo encontrar
9. Caminaremos
10. Viajemos
11. Mi nena
12. Muy fácil

## Personal
- Pablo Luna – vocalista
- Walter Paz – Guitarra rítmica
- Roman Palacios – Guitarra eléctrica
- Roberto Aguilar – Batería
- Jesús Vilchez – Bajo